# Вавунія
Вавунія (там. வவுனியா, трансліт. Vavuṉiyā, синг. වවුනියාව, трансліт. Vavuniyāva) — велике місто в Північній провінції, кероване міською радою. Це також столиця округу Вавунія.
Центральний офіс силових структур — Wanni розташований у місті Вавунія. Місто має залізничний вокзал, який розташований на Північній лінії. Тут також розташований аеропорт Вавунія, який використовується авіацією Шрі-Ланки.
Вавунія розташована посередині регіону Ванні та є воротами до Північної провінції, де люди швидко можуть дістатися до всіх північних міст.